# Битка на Ебру (1938)
Битка на Ебру је била последња велика републиканска офанзива током Шпанског грађанског рата. Одиграла се од јула до новембра 1938. године.

## Позадина
До 1938. године, Друга шпанска република нашла се пред расулом. Баскија је пала у руке Франкових националистичких снага, ПОУМ се распала услед унутрашњих фракционашких борби, а све већи број држава у свету почео је да стаје на страну (начелна потпора) националиста, јер се победа републиканске стране није чинила изгледном.
У настојању да спречи пораз, председник владе Шпаније Хуан Негрин одобрио је план за офанзиву, који је осмислио Висенте Рохо. Циљ офанзиве био је да се растерети притисак Франкових снага на Валенсију и Каталонију и показати осталим државама да је Република довољно снажна.

## Битка
Офанзива је започела 25. јула 1938, када су републиканске снаге под командом пуковника Модеста са 90 пловила и преко понтонских мостова прешле реку Ебро и извршиле изненадни напад на Националисте. Током првог дана борби, Републиканци су заробили преко 4.000 националистичких војника, а исто тако велик број је дезертирао. До 26. јула републиканци су прешли 800 км фронта. Напади су у почетку били успешни, све док националисти нису зауставили офанзиву захваљујући надмоћи војног ваздухопловства.
Франко је одлучио да у битку пошаље тешку артиљерију (осам дивизија, више од 400 бомбардера и 100 ловаца). Сем тога, немачка Легија Кондор и италијанска Легионарска авијација константно су бомбардовале републиканске понтонске мостове, иако су републикански инжењери успевали да их брзо поправе. Међутим, ово је успорило доток нових оружаних снага и свакодневних потрепштина, што је ослабило редове Републиканаца. Циљ Републиканаца током битке био је да се освоји стратешки битан град Гандеса, али им то није пошло за руком због снажне утврђености непријатељских снага у месту.
Републиканска офанзива се завршила, па је Франко одлучио по сваку цену да уништи Републиканце код Ебра. Фронт се претворио у сценарио класичних битака из Првог светског рата, где су обе стране јуришале и завршавале с гомилом погинулих, а да помака на фронту није било. Кључ за победу Националиста на крају су биле италијанске и немачке ваздушне снаге, односно око 500 борбених авиона, који су свакодневно бомбардовали републиканске положаје. На врхунцу битке, Републиканска влада је, под притиском Друштва народа, била присиљена да повуче Интернационалне бригаде (10.000 добровољаца) из свеукупног ангажмана у грађанском рату, што је додатно ослабило Републику. Националисти су затим покренули контраофанзиву, укупно њих шест до завршетка битке 16. новембра исте године, чиме је запечаћен пораз Републиканске армије.
Пораз на Ебру додатно је демотивисао владу и снаге Републике у даљем пружању значајнијег отпора. Ова битка уједно је била и последњи ангажман Интернационалних бригада у овом рату, које су након битке послате у залеђе и распуштене.

## Последице
Републиканска офанзива је проузрочила супротан учинак од оног кога је замислила влада Хуана Негрина. Народна републиканска армија је била неутрализована као војна сила, те до краја рата 1. априла 1939, није била способнија за ниједан већи ангажман сем одбрамбених операција и повлачења.